# Linköpings kommun
Linköpings kommun är en kommun i Östergötlands län. Centralort är residensstaden Linköping.

## Administrativ historik
Kommunens område motsvarar socknarna: Askeby, Bankekind, Björkeberg, Flistad, Gammalkil, Gistad, Kaga, Kärna, Landeryd, Ledberg, Lillkyrka, Ljung, Nykil, Rappestad, Rystad, Sankt Lars, Sjögestad, Skeda, Slaka, Stjärnorp, Törnevalla, Ulrika, Vikingstad, Vist, Vreta Kloster, Vårdnäs, Vårdsberg, Västerlösa,  Örtomta, Östra Harg och  Östra Skrukeby. I dessa socknar bildades vid kommunreformen 1862 landskommuner med motsvarande namn. Inom området fanns även Linköpings stad som 1863 bildade en  stadskommun.
Sankt Lars municipalsamhälle inrättades 28 september 1894 i Sankt Lars landskommun som 1911 uppgick i Linköpings stad, varvid municipalsamhället upplöstes.
Vid kommunreformen 1952 bildades ett antal "storkommuner" i området: Askeby (av de tidigare kommunerna Askeby, Bankekind, Vårdsberg och Örtomta), Kärna (av Kaga, Kärna, Ledberg och Slaka), Norra Valkebo (av Björkeberg, Rappestad, Sjögestad, Vikingstad och Västerlösa), Södra Valkebo (av Gammalkil, Nykil och Ulrika), Vreta kloster (av Flistad, Ljung, Stjärnorp och Vreta kloster), Vårdnäs (av Skeda, Vist och Vårdnäs) samt Åkerbo (av Gistad, Lillkyrka, Rystad, Törnevalla, Östra Harg och Östra Skrukeby). Landeryds landskommun samt Linköpings stad förblev samtidigt oförändrade.
1961 uppgick Askeby landskommun i Åkerbo landskommun. 1963 inkorporerades Landeryds landskommun i Linköpings stad. 1967 införlivades Kärna landskommun i Linköpings stad. 
Linköpings kommun bildades vid kommunreformen 1971 av Linköpings stad och landskommunerna Norra Valkebo, Södra Valkebo, Vreta kloster, Vårdnäs och Åkerbo,
Kommunen ingår sedan bildandet i Linköpings domsaga.

## Geografi
Kommunen ligger centralt i landskapet Östergötland. Den gränsar i sydväst till Boxholms kommun, i väster till Mjölby och Motala kommuner, i norr till Finspångs kommun, i öster till Norrköpings, Söderköpings och Åtvidabergs kommuner samt i söder till Kinda kommun, alla i Östergötlands län.

### Topografi och hydrografi
Rakt genom kommunen flyter Stångån som mynnar ut i Roxen, en sjö som till ytan är 10 000 hektar men endast sju meter djup. Även Göta kanal går genom kommunen och vid Berg finns Göta kanals längsta slusstrappa,  Bergs slussar. Från centralorten i norr till Kinda kommun söder flyter Kinda kanal och passerar längs vägen 15 handdrivna slussar. I syfte att få mer odlingsbar mark och bättre skogstillväxt kom många av de grunda sjöarna och våtmarkerna i kommunen att dikas ur under 1800- och 1900-talen. Ett antal av dessa har under början av 2000-talet återskapats, däribland Rosenkällasjön, Ekängsdalens våtmarker och Frökärret.
Nedan presenteras andelen av den totala ytan 2020 i kommunen jämfört med riket.
|  | Bebyggelse (7,9 %) |

|  | Skog (50,6 %) |

|  | Öppen myrmark (0,9 %) |

|  | Jordbruksmark (35,5 %) |

|  | Övrig mark (5,2 %) |

|  | Bebyggelse (3,1 %) |

|  | Skog (68,0 %) |

|  | Öppen myrmark (7,2 %) |

|  | Jordbruksmark (7,4 %) |

|  | Övrig mark (14,3 %) |

### Naturskydd
I början av 2020-talet fanns ett kulturreservat och ett 30-tal naturreservat i kommunen. Sju av naturreservaten förvaltades av kommunen och resterande reservat förvaltades av Länsstyrelsen. Motala ströms ravin invigdes  2021 och blev då det sjunde kommunala reservatet. Namnet till trots så inkluderas inte Motala ström i reservatet, området som skyddas är istället en naturfåra där strömmen tidigare flöt. Bland de statliga reservatet,  som förvaltas av Länsstyrelsen, återfinns Brokind naturreservat som inkluderar en av de artrikaste ekhagarna i det östgötska eklandskapet. Kulturreservatet, Öna kulturreservat, utgörs av en mindre by vid Stensjön. Området visar hur en fattig skogsbygd sett ut fram till början av 1900-talet.

### Administrativ indelning
Fram till 2016 var kommunen för befolkningsrapportering indelad i 18 församlingar – Gottfridsberg, Kärna, Landeryd, Linköpings Berga, Linköpings domkyrkoförsamling, Linköpings Johannelund, Linköpings Ryd, Linköpings S:t Lars, Linköpings Skäggetorp, Nykil-Gammalkil, Skeda, Slaka, Ulrika, Vikingstad, Vist, Vreta kloster, Vårdnäs samt Åkerbo

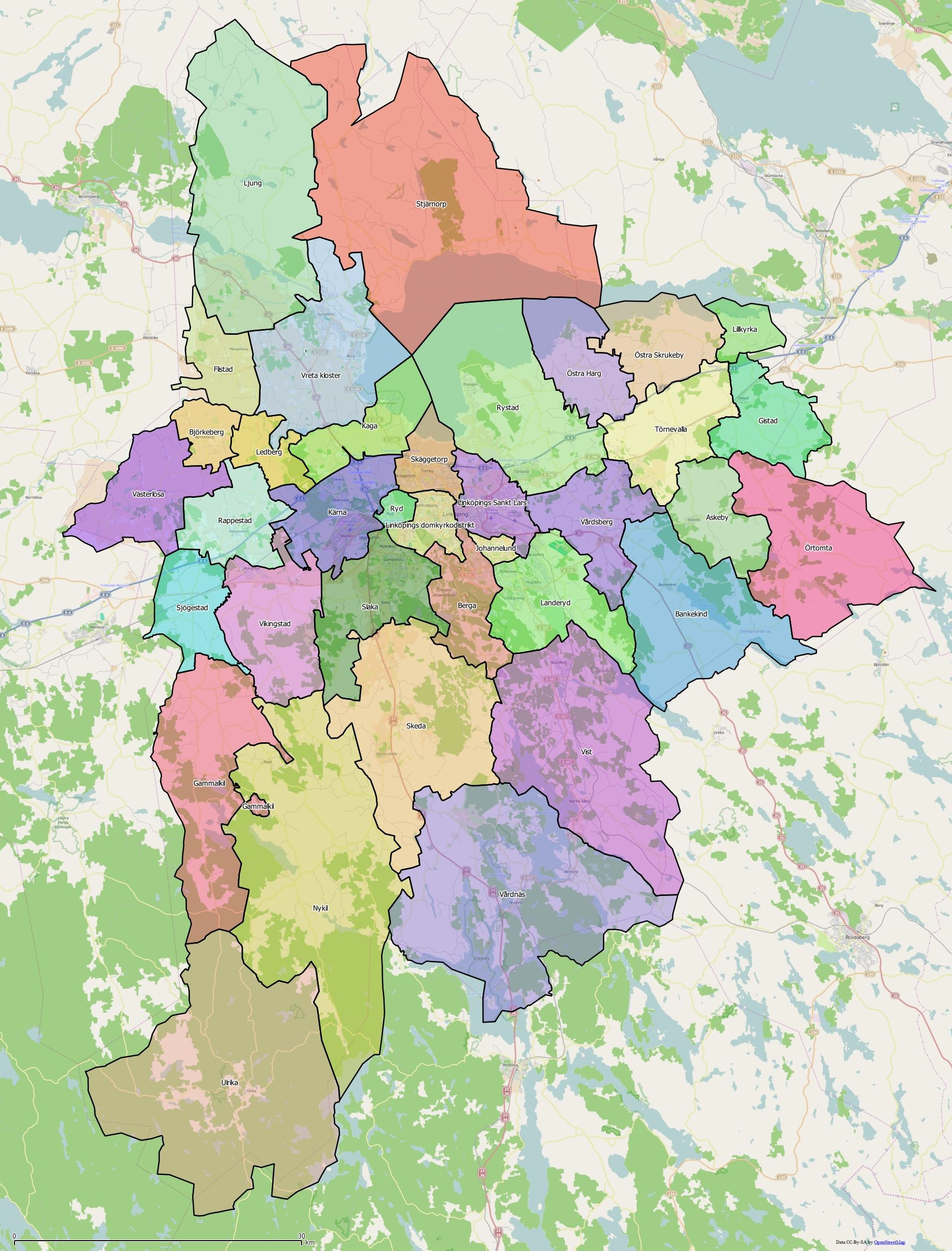
Distrikt inom Linköpings kommun

Från 2016 indelas kommunen istället i 36  distrikt:
| De 36 distrikten i Linköpings kommun |
| --- |
| - Askeby - Bankekind - Berga - Björkeberg - Flistad - Gammalkil - Gistad - Johannelund - Kaga - Kärna - Landeryd - Ledberg - Lillkyrka - Linköpings domkyrkodistrikt - Linköpings Sankt Lars - Ljung - Nykil - Rappestad - Ryd - Rystad - Sjögestad - Skeda - Skäggetorp - Slaka - Stjärnorp - Törnevalla - Ulrika - Vikingstad - Vist - Vreta kloster - Vårdnäs - Vårdsberg - Västerlösa - Örtomta - Östra Harg - Östra Skrukeby |

### Tätorter
I tabellen presenteras tätorterna i storleksordning per 31 dec 2015. Centralorten är i fet stil.
| Nr | Tätort     | Befolkning |
| -- | ---------- | ---------- |
| 1  | Linköping  | 106 502    |
| 2  | Ljungsbro  | 6 763      |
| 3  | Malmslätt  | 5 074      |
| 4  | Tallboda   | 3 311      |
| 5  | Linghem    | 2 853      |
| 6  | Ekängen    | 2 485      |
| 7  | Vikingstad | 2 335      |
| 8  | Sturefors  | 2 228      |
| 9  | Berg       | 1 307      |
| 10 | Slaka      | 593        |
| 11 | Bestorp    | 510        |
| 12 | Askeby     | 503        |
| 13 | Brokind    | 499        |
| 14 | Bankekind  | 437        |
| 15 | Skeda Udde | 368        |
| 16 | Nykil      | 322        |
| 17 | Sjögestad  | 307        |
| 18 | Gistad     | 283        |
| 19 | Kränge     | 269        |
| 20 | Rappestad  | 247        |
| 21 | Västerlösa | 207        |
| 22 | Ulrika     | 204        |

## Styre och politik

### Styre
Efter att titeln borgmästare avskaffades vid kommunreformen i Sverige 1971, valde Linköping 1994 som en av få kommuner i Sverige att återinföra den. Den används för kommunfullmäktiges ordförande. I uppdraget ingår att leda fullmäktiges sammanträden samt att företräda kommunen i olika officiella sammanhang. Den första borgmästaren efter titelns återinförande Eva Joelsson (S) innehade posten i 12 år. (Se även lista över borgmästare i Linköping.)
Efter valet 1998 leddes kommunen av ett samarbete mellan Socialdemokraterna, Centerpartiet och Miljöpartiet, som de kallade Ansvarsalliansen. Efter valet 2002 lämnade Miljöpartiet Ansvarsalliansen. Socialdemokraterna och Centerpartiet fortsatte samarbetet under namnet Folkrörelsealliansen.
Efter valen 2006 och 2010 utgjorde moderaterna, folkpartiet, kristdemokraterna och centerpartiet den politiska majoriteten i Linköpings kommun, i ett samarbete kallat Allians för Linköping. Ordförande i kommunstyrelsen var Paul Lindvall (M), medan Lena Micko (S) var ledare för den politiska oppositionen. Borgmästare var Ann-Cathrine Hjerdt (M, 2006–2014). Vid valet 2010 fick Sverigedemokraterna tre mandat, men de borgerliga Allianspartierna hade ändå egen majoritet.
Vid valet 2014 fick sverigedemokraterna sex mandat och inget av blocken (V+S+MP respektive C+FP+KD+M) fick egen majoritet. En blocköverskridande majoritetskoalition bildades av Socialdemokraterna, Miljöpartiet och Folkpartiet. Kommunstyrelsens ordförande blev Lena Micko (S) och borgmästare (kommunfullmäktiges ordförande) blev Helena Balthammar (S). Trots att Folkpartiet alltså fortsatte i styrande ställning, skedde en långt i förväg känd generationsväxling genom att kommunalrådet Linnéa Darell (FP, omsorgsnämnden) gick i pension och kommunalrådet Carina Boberg (FP) valde att lämna politiken.
Mellan valet i september 2014 och den nya koalitionens tillträde vid årsskiftet 2015 inträffade dessutom att den kvarvarande ledande folkpartisten Rebecka Gabrielsson lämnade sina uppdrag av personliga skäl, och ersattes av förra riksdagsledamoten Karin Granbom Ellison, som blev kommunalråd med ansvar för gymnasieskola och arbetsmarknad. Övriga kommunalråd var Jakob Björneke (S, barn- och ungdomsnämnden), Kristina Edlund (S, samhällsbyggnadsnämnden), Eva Lindh (S, äldrenämnden), Nils Hillerbrand (MP), Evelina Alsén (MP, kultur- och fritidsnämnden), Daniel Andersson (FP), samt kommunalråd i opposition Paul Lindvall (M), Christian Gustavsson (M), Catharina Rosencrantz (M), Muharrem Demirok (C) och Andreas Ardenfors (KD).
Företagaren Michael Cocozza (född 1959, ägare av Botrygg AB) engagerade sig i Liberalerna och blev 2018 invald i kommunfullmäktige, där han var ledamot av arbetsmarknadsnämnden. Men efter en konflikt med sitt parti, blev han utesluten i november 2020 och startade "Linköpingslistan" (LL).
| 1991-1994 | M | FP | KD | C  |
| 1994-1998 | S | C  |    |    |
| 1998-2002 | S | C  | MP |    |
| 2002-2006 | S | C  |    |    |
| 2006-2010 | M | KD | FP | C  |
| 2010-2014 | M | FP | C  | KD |
| 2014-2018 | S | MP | L  |    |
| 2018-2022 | M | C  | L  | KD |
| 2022-     | S | M  |    |    |

### Kommunalråd
| Kommunalråd | Kommunalråd | Kommunalråd              | Tjänstgöringsgrad | Tjänstgöringsgrad |
| ----------- | ----------- | ------------------------ | ----------------- | ----------------- |
| Majoritet   | S           | Kristina Edlund          | 100%              |                   |
| Majoritet   | S           | Elias Hammarlund Aguirre | 100%              |                   |
| Majoritet   | M           | Niklas Borg              | 100%              |                   |
| Majoritet   | M           | Stefan Erikson           | 100%              |                   |
| Majoritet   | M           | Annika Krutzén           | 100%              |                   |
| Opposition  | LL          | Cecilia Helber           | 100%              |                   |
| Opposition  | C           | Lars Vikinge             | 100%              |                   |
| Opposition  | V           | Sofia Frithioff          | 100%              |                   |
| Opposition  | MP          | Maria Moraes             | 100%              |                   |

### Kommunfullmäktige

#### Presidium
| Presidium 2023-2026    | Presidium 2023-2026 | Presidium 2023-2026 |
| ---------------------- | ------------------- | ------------------- |
| Ordförande             | S                   | Mikael Sanfridson   |
| Förste vice ordförande | M                   | Linnéa Jägestedt    |
| Andre vice ordförande  | C                   | Emelie Gustafsson   |

#### Lista över kommunfullmäktiges ordförande
| Namn | Namn                    | Tillträdde | Avgick |
| ---- | ----------------------- | ---------- | ------ |
|      | Birgitta Johansson (FP) | 1991       | 1994   |
|      | Eva Joelsson (S)        | 1994       | 2006   |
|      | Ann-Cathrine Hjerdt (M) | 2006       | 2014   |
|      | Helena Balthammar (S)   | 2014       | 2018   |
|      | Lars Vikinge (C)        | 2018       | 2022   |
|      | Mikael Sanfridsson (S)  | 2022       |        |

I Linköpings kommun används titeln borgmästare för kommunfullmäktiges ordförande.

#### Mandatfördelning 1970–2022
Fram till 1970 hade Linköpings stadsfullmäktige 56 mandat, vilket vid kommunsammanslagningen 1971 utökades till 79 mandat.
|  | 36 | 15 | 13 |  | 9 |

| 70 |

|  | 35 | 18 | 8 |  | 12 |

| 62 | 17 |

|  | 34 | 16 | 9 |  | 14 |

| 59 | 20 |

| 4 | 35 | 11 | 8 |  | 18 |

| 55 | 24 |

|  | 36 | 11 | 5 |  | 21 |

| 51 | 28 |

|  | 35 |  | 8 | 11 |  | 19 |

| 48 | 31 |

|  | 32 | 6 | 10 | 9 |  | 16 |

| 44 | 35 |

|  | 26 |  |  | 7 | 9 | 7 | 21 |

| 46 | 33 |

| 4 | 35 | 4 |  | 6 | 8 |  | 18 |

| 42 | 37 |

| 7 | 28 | 5 | 4 | 5 | 11 | 19 |

| 40 | 39 |

| 6 | 31 | 4 | 6 | 10 | 8 | 14 |

| 38 | 41 |

| 4 | 29 | 6 | 6 | 7 | 6 | 21 |

| 43 | 36 |

|  | 24 | 8 |  | 6 | 7 |  | 25 |

| 45 | 34 |

|  | 27 | 7 | 6 | 6 | 6 | 4 | 20 |

| 44 | 35 |

| 5 | 22 | 5 | 8 | 8 | 7 | 6 | 18 |

| 46 | 33 |

| 5 | 22 | 5 | 10 | 7 | 6 | 4 | 4 | 16 |

| 43 | 36 |

För valresultat äldre än 1970, se tidigare kommuner; Linköpings stad, Askeby, Åkerbo, Landeryd, Kärna, Vårdnäs, Norra Valkebo, Södra Valkebo, Vreta kloster.

### Nämnder

#### Kommunstyrelse
| Presidium 2023–2026    | Presidium 2023–2026 | Presidium 2023–2026 |
| ---------------------- | ------------------- | ------------------- |
| Ordförande             | S                   | Kristina Edlund     |
| Förste vice ordförande | M                   | Niklas Borg         |
| Andre vice ordförande  | C                   | Lars Vikinge        |

#### Lista över kommunstyrelsens ordförande
På 1980-talet hette Linköpings starke man Göthe Anderson (socialdemokrat).
| Namn | Namn              | Från | Till | Politisk tillhörighet |
| ---- | ----------------- | ---- | ---- | --------------------- |
|      | Sven Lindgren     | 1991 | 1994 | Moderaterna           |
|      | Lars-Erik Jonsson | 1994 | 2001 | Socialdemokraterna    |
|      | Lena Micko        | 2001 | 2006 | Socialdemokraterna    |
|      | Paul Lindvall     | 2006 | 2014 | Moderaterna           |
|      | Lena Micko        | 2014 | 2015 | Socialdemokraterna    |
|      | Kristina Edlund   | 2015 | 2018 | Socialdemokraterna    |
|      | Niklas Borg       | 2018 | 2022 | Moderaterna           |
|      | Kristina Edlund   | 2022 |      | Socialdemokraterna    |

#### Övriga nämnder
| Nämnder 2023-2026             | Ordförande | Ordförande         | Vice ordförande | Vice ordförande           |
| ----------------------------- | ---------- | ------------------ | --------------- | ------------------------- |
| Arbetsmarknadsnämnden         | M          | Fredrik Lundén     | V               | Elin Andersson            |
| Barn- och ungdomsnämnden      | S          | Elias Aguirre      | LL              | Maria Esbjörnsson Lakatos |
| Bildningsnämnden              | M          | Linnéa Jägestedt   | LL              | Cecilia Helber            |
| Bygg- och miljönämnden        | S          | Mari Hultgren      | MP              | Maria Moraes              |
| Krisledningsnämnden           | S          | Kristina Edlund    | M               | Niklas Borg               |
| Kultur- och fritidsnämnden    | S          | Lotta Bäckman      | C               | Christoffer Rosendahl     |
| Samhällsbyggnadsnämnden       | M          | Stefan Erikson     | MP              | Gunnar Gustafsson         |
| Social- och omsorgsnämnden    | M          | Annika Krutzén     | C               | Emelie Gustafsson         |
| Valnämnden                    | S          | Kent Waltersson    | V               | Arman Ataei               |
| Vård- och äldreomsorgsnämnden | S          | Jonatan Hermansson | V               | Sofia Frithioff           |
| Överförmyndarnämnden          | -          | Ali Hajar          | LL              | Erik Larsson              |

### Kommunala bolag
En del av den kommunala servicen, som anses lämplig att konkurrensutsätta, (IT-drift, matsalar och annat) drivs inom förvaltningsenheten Leanlink. Därutöver har kommunen flera bolag:
- Kommunens nät för eldistribution, vattenledning, fjärrvärme, med mera drivs inom Tekniska Verken i Linköping AB.
- De allmännyttiga bostäderna är samlade inom AB Stångåstaden.
- Lokaler som tillhör kommunen men hyrs ut till företag är samlade inom Sankt Kors Fastighets AB.
- De lokaler som används för kommunens verksamhet ägs av bolaget Lejonfastigheter (hette tidigare LKF).[40]

### Vänorter

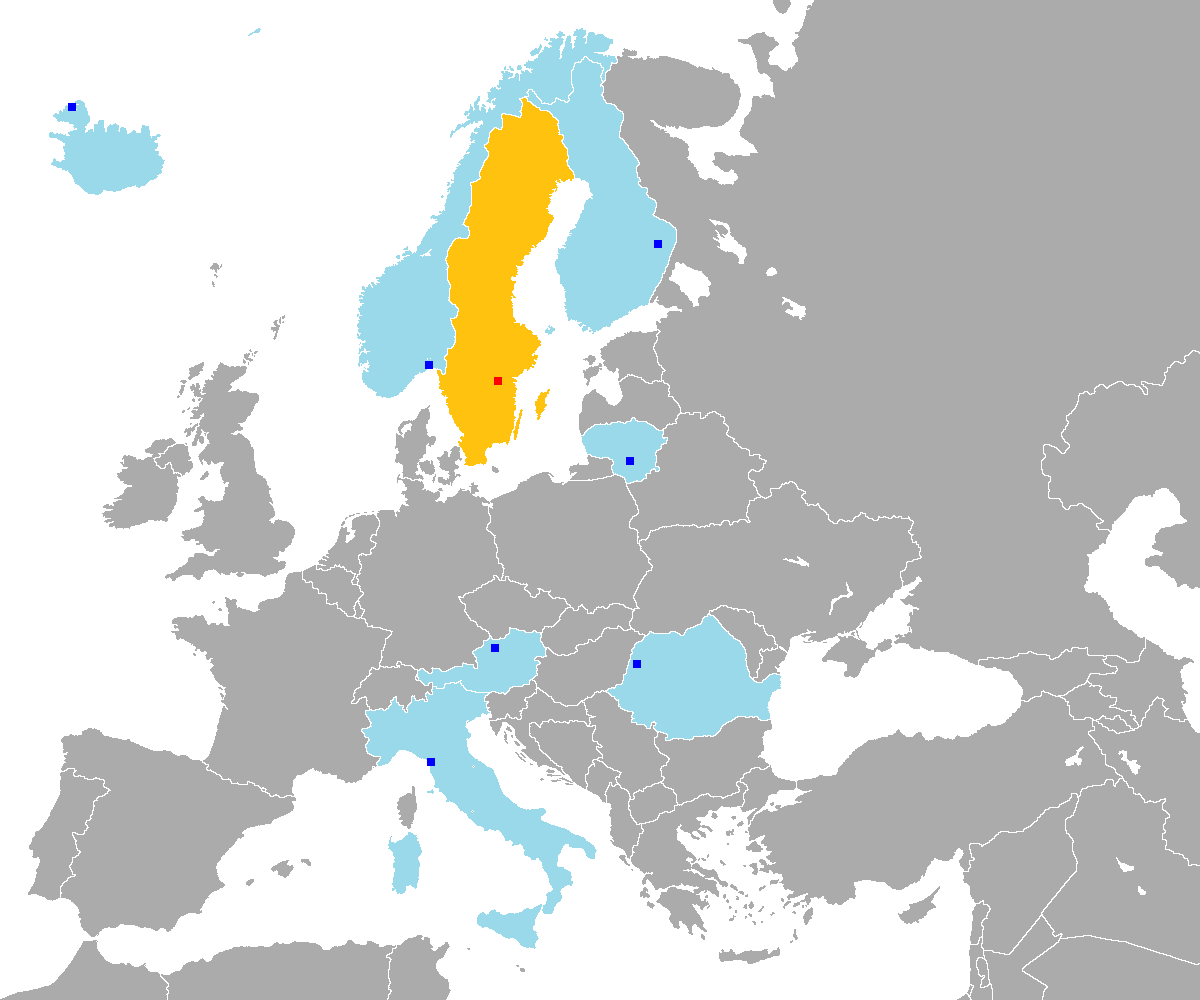
Linköpings europeiska vänorter (inaktuell).

Kommunens webbplats skiljer mellan vänorter i Norden samt systerorter och samverkansorter i resten av världen. Kontakten med systerorterna sköts genom kommunens systerortsförening. Samverkansorter tillkommer genom samarbetsavtal med kommunen.
Vänorter
- Joensuu, Finland
- Ísafjarðarbær, Island
- Tønsberg, Norge

 Roskilde, Danmark valde att under sommaren 2007 säga upp sitt vänortsavtal med Linköping.
Samverkansorter
- Guangzhou, Kina
- Macau, Kina (innan 1999 en del av Portugal)
- Kaunas, Litauen
- Linz, Österrike

 Oradea, Rumänien var tidigare en samarbetsort, skriver kommunen 2010.
Systerorter
- Pietrasanta, Italien
- Estelí, Nicaragua
- Morogoro, Tanzania
- Palo Alto, USA

## Ekonomi och infrastruktur

### Näringsliv
Linköpings kommun är en av de städer i Sverige som ligger i framkant när det gäller produktion och forskning inom högteknologi och informations- och kommunikationsteknologi. Näringslivet är varierat med tillverkande industri, tjänstesektor, handel och offentlig verksamhet. Onsättningsmässigt är tillverkningsindustrin störst och bland de största arbetsgivarna återfinns den offentliga sektorn samt SAAB AB, Linköpings universitet och Ericsson.

#### Jord- och skogsbruk
En stor del av Linköpings kommun består av landsbygd. År 2015 användes 36 procent av arealen i kommunen till jordbruk och 49 procent bestod av skogsmark.

#### Industri
Det fanns 10 industriområden i närheten till centralorten år 2022. I Cavok District finns företag relaterade till flyg, rymd och avancerade material och i Hackefors finns mekanisk industri. Den största privata arbetsgivaren i kommunen år 2020 var SAAB AB med 5 525 anställda. I Linköping sker tillverkning och utveckling av bland annat stridsflygplan, undervattensfarkoster, torpeder och missilsystem. En annan stor industri är Ericsson.

### Infrastruktur

#### Transporter
Linköpings kommun genomkorsas från norr till söder av riksväg 23/riksväg 34 och från öster till väster av E4, varifrån riksväg 35 avtar åt sydöst i Linköping. Öst-västlig riktning har även Södra stambanan som trafikeras av SJ:s fjärrtåg och regiontåg samt Uven-tågets regiontåg mot Sala och Östgötapendelns regiontåg med stopp i Linghem, Linköpings central och Vikingstad. Genom kommunens norra del sträcker sig Motala ström och Göta kanal i väst-östlig riktning.

#### Utbildning och forskning
I Linköpings kommun fanns 19 gymnasieskolor år 2022, varav 12 var fristående. Folkungaskolan är en av två kommunala skolor där elever går både grundskola och gymnasium. Katedralskolan är Linköpings äldsta gymnasium och slog upp portarna år 1915. Bland de fristående skolorna återfinns Jensens gymnasium och Hagströmska gymnasiet.
År 2021 hade 39,3 procent av invånarna i åldersgruppen 25-64 år minst tre års eftergymnasial utbildning. I centralorten har Linköpings universitet två universitetsområden, Campus Valla och Campus universitetssjukhuset. Totalt fanns 23 800 studenter fördelade på dessa två områden år 2021.
Forskning bedrivs inom en mängd olika områden vid Statens väg- och transportforskningsinstitut och Linköpings universitet.

#### Sjukvård
I kommunen fanns i början av 2020-talet runt 20 vårdcentraler varav de flesta var i Region Östergötlands regi, men ett fåtal bedrevs av Capio.
Den specialiserade vården bedrivs av Region Östergötland vid Linköpings universitetssjukhus. År 2022 arbetade 6000 personer vid sjukhuset som behandlar patienter i behov av högspecialiserad vård från hela sydöstra Sverige. Sjukhuset är utsedd som riksenhet för behandling av avancerade brännskador och utför även könskorrigerande kirurgi på patienter från hela Norden.

## Befolkning

### Demografi

#### Befolkningsutveckling
Kommunen har 168 035 invånare (31 december 2024), vilket placerar den på 5:e plats avseende folkmängd bland Sveriges kommuner.
| Befolkningsutvecklingen i Linköpings kommun 1970–2020 | Befolkningsutvecklingen i Linköpings kommun 1970–2020 | Befolkningsutvecklingen i Linköpings kommun 1970–2020 | Befolkningsutvecklingen i Linköpings kommun 1970–2020 | Befolkningsutvecklingen i Linköpings kommun 1970–2020 |
| ----------------------------------------------------- | ----------------------------------------------------- | ----------------------------------------------------- | ----------------------------------------------------- | ----------------------------------------------------- |
|                                                       |                                                       |                                                       |                                                       |                                                       |
| År                                                    |                                                       |                                                       | Folkmängd                                             |                                                       |
| 1970                                                  | 1970                                                  |                                                       | 104 646                                               |                                                       |
| 1975                                                  | 1975                                                  |                                                       | 109 236                                               |                                                       |
| 1980                                                  | 1980                                                  |                                                       | 112 600                                               |                                                       |
| 1985                                                  | 1985                                                  |                                                       | 116 838                                               |                                                       |
| 1990                                                  | 1990                                                  |                                                       | 122 268                                               |                                                       |
| 1995                                                  | 1995                                                  |                                                       | 131 370                                               |                                                       |
| 2000                                                  | 2000                                                  |                                                       | 133 168                                               |                                                       |
| 2005                                                  | 2005                                                  |                                                       | 137 636                                               |                                                       |
| 2010                                                  | 2010                                                  |                                                       | 146 416                                               |                                                       |
| 2015                                                  | 2015                                                  |                                                       | 152 966                                               |                                                       |
| 2020                                                  | 2020                                                  |                                                       | 164 616                                               |                                                       |

#### Utländsk bakgrund
Den 31 december 2014 utgjorde antalet invånare med utländsk bakgrund (utrikes födda personer samt inrikes födda med två utrikes födda föräldrar) 29 152, eller 19,19 % av befolkningen (hela befolkningen: 151 881 den 31 december 2014).

#### Invånare efter de vanligaste födelseländerna
Den 31 december 2014 utgjorde folkmängden i Linköpings kommun 151 881 personer. Av dessa var 22 483 personer (14,8 %) födda i ett annat land än Sverige. I tabellen nedan  har de nordiska länderna samt de 12 länder med flest antal utrikes födda (i hela riket) tagits med. En person som inte kommer från något av de här 17 länderna har istället av Statistiska centralbyrån förts till den världsdel som deras födelseland tillhör.
| Födelseland      | Födelseland                       | Födelseland |
| ---------------- | --------------------------------- | ----------- |
| 31 december 2014 |                                   |             |
| 1                | Sverige                           | 129 398     |
| 2                | Irak                              | 3 736       |
| 3                | Asien: Övriga länder              | 2 572       |
| 4                | Europeiska unionen: Övriga länder | 2 371       |
| 5                | Somalia                           | 2 019       |
| 6                | Iran                              | 1 395       |
| 7                | Bosnien och Hercegovina           | 1 155       |
| 8                | Syrien                            | 986         |
| 9                | Finland                           | 929         |
| 10               | Europa utom EU: Övriga länder     | 886         |
| 11               | Afrika: Övriga länder             | 875         |
| 12               | / SFR Jugoslavien/FR Jugoslavien  | 790         |
| 13               | Polen                             | 662         |
| 14               | Kina                              | 564         |
| 15               | Tyskland                          | 562         |
| 16               | Sydamerika                        | 543         |
| 17               | Thailand                          | 536         |
| 18               | Nordamerika                       | 480         |
| 19               | Turkiet                           | 467         |
| 20               | Afghanistan                       | 291         |
| 21               | Norge                             | 275         |
| 22               | Danmark                           | 228         |
| 23               | Oceanien                          | 53          |
| 24               | Sovjetunionen                     | 51          |
| 25               | Island                            | 40          |
| 26               | Okänt födelseland                 | 17          |

### Religion
56,3 procent av invånarna i kommunen var medlemmar i Svenska kyrkan årsskiftet 2019/2020. År 2022 fanns nio församlingar i Linköping som tillhörde Linköpings domkyrkopastorat. Sveriges bäst bevarade medeltida katedral, Linköpings domkyrka, finns i centralorten.
Katolska församlingen, Sankt Nikolai, har funnits i kommunen sedan mitten av 1900-talet och på 1990-talet invigdes en katolsk kyrka, Sankt Nikolai katolska kyrka. Församlingen har över tid blivit allt större och år 2011 hade församlingen passerat 3000 medlemmar.
Det finns ingen moské i kommunen, men enligt stiftelsen Islamiska förbundet i Linköping (IFIL), som verkar för byggandet av en sådan, fanns i början av 2020-talet 15 000 muslimer i kommunen.

## Kultur

### Kulturarv
Det finns ett mycket stort antal fornminnen i kommunen, men inne i centralorten förstördes troligen de flesta när staden började byggas under medeltiden. I Gammalkil finns en runristning från vikingatiden och i ytterväggen på Kaga kyrka finns ytterligare en runsten, denna inmurad men väl synlig. Ett annat fornminne från vikingatiden är Ledbergs kulle, Östergötlands största gravhög.

### Kulturstipendier
Sedan 1963 har kulturstipendier årligen delats ut av Linköpings kommun. År 1985 skapades honnörsstipendiet (första mottagaren var Tage Danielsson) och sedan 2016 har även Sven Lyra-priset tillkommit.

### Kommunsymboler

#### Kommunvapen
Blasonering: I blått fält ett lejonansikte av guld med röd beväring.
Vapenbilden i Linköpings kommunvapen härstammar från stadens äldsta sigill från slutet av 1200-talet och vapnet fastställdes av Kungl. maj:t 1946. Efter den nya kommunens tillkomst registrerades vapnet av denna hos PRV år 1974.

#### Kommunfågel
År 2014 valde Östergötlands ornitologiska förening (Ögof) ut en fågel per kommun i länet, något Linköpings kommun direkt anammade. Kommunen tilldelades rödspov, en art kommunen redan har ett särskilt ansvar för.